# Alfredo Santaelena
Alfredo Santaelena Aguado, meglio conosciuto come Alfredo (Madrid, 13 ottobre 1967), è un ex calciatore e allenatore di calcio spagnolo, di ruolo centrocampista, tecnico del Toledo.

## Carriera
Ha vinto con l'Atlético Madrid due coppe di Spagna (1990-1991, 1991-1992, di cui la prima con un suo gol ai tempi supplementari) e con il Deportivo La Coruña una coppa di Spagna (1994-1995) e una Supercoppa (1995).

## Palmarès

### Giocatore

#### Competizioni nazionali
- Coppa di Spagna: 3

Atlético Madrid: 1990-1991, 1991-1992
Deportivo La Coruña: 1994-1995
- Supercoppa di Spagna: 1

Deportivo La Coruña: 1995

#### Competizioni internazionali
- Coppa Iberica: 1

Atlético Madrid: 1991